# Европско првенство у атлетици у дворани 2021 — скок удаљ за мушкарце
Такмичење у скок удаљу у мушкој конкуренцији на 36. Европском првенству у дворани 2021. у Торуњу одржано је 4. и 5. марта у Арена Торуњ.
Титулу освојену у Глазгову 2019. одбранио је Милтијадис Тентоглу из Грчке.

## Земље учеснице
Учествовало је 14 такмичара из 13 земаља.
| 1. Албанија (1) 2. Белорусија (1) 3. Грузија (1) 4. Грчка (2) 5. Италија (1) 6. Мађарска (1) | 1. Немачка (1) 2. Румунија (1) 3. Србија (1) 4. Уједињено Краљевство (1) 5. Украјина (1) 6. Финска (1) 7. Шведска (1) |

## Рекорди
| Рекорди пре почетка Европског првенства 2021.  | Рекорди пре почетка Европског првенства 2021. | Рекорди пре почетка Европског првенства 2021. | Рекорди пре почетка Европског првенства 2021. | Рекорди пре почетка Европског првенства 2021. | Рекорди пре почетка Европског првенства 2021. |
| ---------------------------------------------- | --------------------------------------------- | --------------------------------------------- | --------------------------------------------- | --------------------------------------------- | --------------------------------------------- |
| Светски рекорд                                 | Карл Луис                                     | Сједињене Државе                              | 8,79                                          | Њујорк, САД                                   | 27, јануар 1984.                              |
| Европски рекорд                                | Себастијан Бајер                              | Немачка                                       | 8,71                                          | Торино, Италија                               | 8. март 2009.                                 |
| Рекорди европских првенстава                   | Себастијан Бајер                              | Немачка                                       | 8,71                                          | Торино, Италија                               | 8. март 2009.                                 |
| Најбољи светски резултат сезоне у дворани      | Ајзак Грајмс                                  | Сједињене Државе                              | 8,33                                          | Фејетвил, САД                                 | 12. фебруар 2021.                             |
| Најбољи светски резултат сезоне у дворани      | JuVaughn Harrison                             | Сједињене Државе                              | 8,33                                          | Фејетвил, САД                                 | 26. фебруар 2021.                             |
| Најбољи европски резултат сезоне у дворани     | Милтијадис Тентоглу                           | Грчка                                         | 8,21                                          | Лијевен, Француска                            | 9. фебруар 2021.                              |
| Рекорди остварени на Европском првенству 2021. |                                               |                                               |                                               |                                               |                                               |
| Најбољи светски резултат сезоне у дворани      | Милтијадис Тентоглу                           | Грчка                                         | 8,35                                          | Торуњ, Пољска                                 | 5. март 2021.                                 |
| Најбољи европски резултат сезоне у дворани     | Милтијадис Тентоглу                           | Грчка                                         | 8,35                                          | Торуњ, Пољска                                 | 5. март 2021.                                 |

## Најбољи европски резултати у 2021. години
Десет најбољих европских такмичара у скоку удаљ у дворани 2021. године пре почетка првенства (1. марта 2021), имали су следећи пласман на европској и светској ранг листи. (СРЛ),
| 1. | Милтијадис Тентоглу   | Грчка            | 8,21 | 9. фебруар  | 2. СРЛ  |
| 2. | Габријел Битран       | Румунија         | 8,14 | 6. фебруар  | 5. СРЛ  |
| 3. | Тобиас Нилсон Монтлер | Шведска          | 8,13 | 21. фебруар | 5. СРЛ  |
| 4. | Џејкоб Финчам-Дјукс   | Велика Британија | 8,08 | 20. фебруар | 5. СРЛ  |
| 5. | Владислав Мазур       | Украјина         | 8,07 | 16. фебруар | 8. СРЛ  |
| 6. | Сергеј Никифоров      | Украјина         | 8,01 | 23. јануар  | 11. СРЛ |
| 7. | Maximilian Entholzner | Немачка          | 7,97 | 6. фебруар  | 16. СРЛ |
| 7. | Себастијан Педерсен   | Данска           | 7,97 | 23. фебруар | 16. СРЛ |
| 9. | Данијил Чечела        | Русија           | 7,96 | 16. фебруар | 11. СРЛ |
| 9. | Владимир Кузњецов     | Русија           | 7,96 | 16. фебруар | 11. СРЛ |
|    |                       |                  |      |             |         |
|    | Лазар Анић            | Србија           | 7,91 | 24. фебруар |         |

Такмичари чија су имена подебљана учествовали су на ЕП.

## Сатница
| Датум         | Време | Ниво          |
| ------------- | ----- | ------------- |
| 4. март 2021. | 19:08 | Квалификације |
| 5. март 2021. | 20:20 | Финале        |

## Квалификациона норма
| дворана или отворено |
| -------------------- |
| 8,05 м               |

## Освајачи медаља
| Освајачи медаља     |                       |                |  |  |  |  |
|                     |                       |                |  |  |  |  |
|                     |                       |                |  |  |  |  |
|                     |                       |                |  |  |  |  |
| Милтијадис Тентоглу | Тобиас Нилсон Монтлер | Кристијан Пули |  |  |  |  |
| Грчка               | Шведска               | Финска         |  |  |  |  |

## Резултати

### Квалификације
Такмичење је одржано 4. марта 2021. у 19:08. Квалификациона норма за пласман 8 такмичара у финале износила је 8,00 метара (КВ). Норму су испунила 2 такмичара а 6 су се пласирала на основу постигнутог резултата (кв).,
| Пласман | Атлетичар                     | Земља                | ЛР   | ЛРС  | #1   | #2   | #3   | Резултат | Белешка |
| ------- | ----------------------------- | -------------------- | ---- | ---- | ---- | ---- | ---- | -------- | ------- |
| 1.      | Тобиас Нилсон Монтлер         | Шведска              | 8,22 | 8,13 | 7,93 | 8,18 |      | 8,18     | КВ, ЛРС |
| 2.      | Милтијадис Тентоглу           | Грчка                | 8,38 | 8,21 | 8,04 |      |      | 8,04     | КВ      |
| 3.      | Maximilian Entholzner         | Немачка              | 7,97 | 7,97 | 7,91 | 5,55 | -    | 7,91     | кв      |
| 4.      | Владислав Мазур               | Украјина             | 8,07 | 8,07 | 7,73 | 7,85 | -    | 7,85     | кв      |
| 5.      | Кристијан Пули                | Финска               | 7,83 | 7,59 | 7,60 | 7,76 | 7,81 | 7,81     | кв, ЛРС |
| 6.      | Лазар Анић                    | Србија               | 7,98 | 7,91 | 7,79 | 7,65 | 7,61 | 7,79     | кв      |
| 7.      | Габријел Битран               | Румунија             | 8,14 | 8,14 | 7,39 | 7,74 | 7,40 | 7,74     | кв      |
| 8.      | Џејкоб Финчам-Дјукс           | Уједињено Краљевство | 8,08 | 8,08 | 7,39 | 7,74 | 7,40 | 7,74     | кв      |
| 9.      | Измир Смајљај                 | Албанија             | 8,08 | 7.91 | 7,48 | 7,69 | x    | 7,69     |         |
| 10.     | Кристоф Пап                   | Мађарска             | 7,89 | 7,89 | 7,39 | 7,49 | 7,66 | 7,66     |         |
| 11.     | Александрос-Виктор Перистерис | Грчка                | 7,45 | 7,45 | x    | 7,49 | 7,61 | 7,61     | ЛР      |
| 12.     | Антонино Трио                 | Италија              | 7,94 | 7,94 | 7,40 | 7,48 | 7,55 | 7,55     |         |
| 13.     | Уладзислау Булахау            | Белорусија           | 7,94 | 7,83 | 7,42 | 7,52 | 7,52 | 7,52     |         |
| 14.     | Бачана Хорава                 | Грузија              | 8,25 | 8,08 | 7,28 | 7,36 | 7,46 | 7,46     |         |

Подебљани лични рекорди су и национални рекорди земље коју такмичар представља

### Финале
Такмичење је одржано 5. марта 2021. године у 20:20.  
| Пласман | Атлетичар             | Земља                | #1   | #2   | #3   | #4   | #5   | #6   | Резултат | Белешка  |
| ------- | --------------------- | -------------------- | ---- | ---- | ---- | ---- | ---- | ---- | -------- | -------- |
|         | Милтијадис Тентоглу   | Грчка                | 8,35 | -    | -    | x    | x    | -    | 8,35     | СРС, ЕРС |
|         | Тобиас Нилсон Монтлер | Шведска              | 8,04 | x    | 8,31 | 8,19 | x    | 8,00 | 8,31     | НР, ЛР   |
|         | Кристијан Пули        | Финска               | 7,69 | 7,77 | 8,00 | 7,61 | 8,10 | 8,24 | 8,24     | НР, ЛР   |
| 4.      | Владислав Мазур       | Украјина             | 7,75 | 7,89 | 8,05 | 8,14 | x    | 8,05 | 8,14     | ЛР       |
| 5.      | Maximilian Entholzner | Немачка              | 7,62 | 7,58 | x    | x    | 7,71 | 7,87 | 7,87     |          |
| 6.      | Лазар Анић            | Србија               | 7,81 | x    | x    | 7,54 | 7,62 | 6,28 | 7,81     |          |
| 7.      | Џејкоб Финчам-Дјукс   | Уједињено Краљевство | 7,29 | 7,79 | x    | 7,78 | x    | 7,78 | 7,79     |          |
| 8.      | Габријел Битран       | Румунија             | x    | x    | x    | x    | 7,64 | 7,72 | 7,72     |          |